# Hugo Medina (actor)
Hugo Daniel Medina Medina (Santiago, 18 de octubre de 1943) es un actor y director de teatro chileno de vasta trayectoria.

## Biografía
Formado en la Escuela de Teatro de la Universidad de Chile y en el River Side Institute de Londres, se reconoce deudor de la influencia de Pedro Orthous y Agustín Siré, ambos piezas angulares en la conformación de la escena teatral universitaria en Chile, y del premio Nobel Darío Fo. Su trabajo en las tablas se desarrolla desde 1964 en tres vertientes: el repertorio clásico universal, principalmente en compañías universitarias; obras clásicas chilenas y, por último, un teatro militante, de estética vanguardista y fuerte contenido político, desarrollado durante el gobierno de la Unidad Popular (1970-1973) en Chile y luego en el exilio Inglatetra, trabajo en  Suecia y Alemania entre otros países de Europa.
Medina ha dicho que para él la actuación «más que trabajo es el placer de contar con esta expresión vital de crear, inventar personajes y ponerlos al servicio de un todo, con sus mecanismos sociales, psicológicos, estéticos, pero sobre todo esenciales para los creadores involucrados».
Destaca su participación en los montajes: Sueño de una noche de verano con el Teatro de la Universidad de Chile (1965), Viet-rock (1969), Chile 11.9.73, y "Nos llamaba el fin del mundo" presentada durante dos años (1975-1977) en diversos teatros europeos; La viuda de Apablaza, primero en Suecia con la compañía Sandino (1982) y luego en la sala de la Universidad Católica de Chile, "Lomas del paraíso" en (1997),  "El vestidor" (1998), "La viuda de Apablaza" ( 1999) "Rompiendo Códigos (2000), "El burgués gentil hombre" (2001), y otras obras como Hechos consumados, (1988) Muerte accidental de un anarquista (1986) la conocida pieza de Ariel Dorfman La muerte y la doncella, (1991) junto a las compañías Teatro Imagen, Luciérnaga y el Teatro Nacional Chileno.
Desde 1972 a la fecha, Medina realiza un trabajo relevante y continuo en el cine. Entre 1972 y 1987 actúa en diversas películas de corte político, primero en Chile y luego en Bulgaria, Suecia y Alemania, en los años que permanece en el exilio, tras el golpe de Estado de septiembre de 1973. Entre estos trabajos destacan Metamorfosis del jefe de la policía política (1972), La tierra prometida (1973) y Prisioneros desaparecidos (1979). Con la restitución del régimen democrático en Chile, Medina participa en diversas películas como Sussi (1987), Johnny cien pesos (1993) o Historias de fútbol (1997). Este período se caracteriza por su participación en producciones de contenido político menos evidente, más comercial y con un gran trabajo en televisión (teleseries, programas educativos y miniseries). Desde 1988 realiza actividades docentes en torno a la actuación y las emotividades básicas, tanto en Chile como en Europa.
En 2007 y 2011 gana Premio Altazor como mejor actor de teatro. En 2018 recibió un homenaje por el Sindicato de Actores de Chile a su trayectoria.

## Secuestro y exilio
El 20 de noviembre de 1973, Medina fue secuestrado, detenido y torturado en el Regimiento de Infantería n.º 1 Buin de Recoleta. Posteriormente, fue enviado a la Cárcel Pública de Santiago. Tras un juicio militar y un juicio ordinario de ocho meses, no se encontraron pruebas suficientes de su condena y es dejado en libertad el 22 de noviembre de 1975. Medina se vio obligado a salir al exilio a Inglaterra, con prohibición de regresar al país por 10 años. En Londres se reencontró con Coca Rudolphy y Marcelo Romo, quienes se encontraban exiliados luego de sufrir lo mismo que Medina. Regresó a Chile en 1985.
El 14 de diciembre de 2022, la Corte de Apelaciones de Santiago ordenó al Fisco el pago de 120 millones de pesos a Medina, por concepto de daño moral debido a las torturas y apremios sufridos en la dictadura cívico militar de Augusto Pinochet. Se acreditó que Medina fue víctima de detención ilegal, privación de libertad y tortura que sufrió entre el 20 de noviembre de 1973 y el 22 de noviembre de 1975 con las graves consecuencias que de ello derivaron para el mismo como las lesiones físicas y psíquicas.

## Filmografía

### Cine
| Año  | Título                                            | Personaje          | Director             |
| ---- | ------------------------------------------------- | ------------------ | -------------------- |
| 1973 | Metamorfosis del jefe de la policía política      |                    | Helvio Soto          |
| 1973 | La tierra prometida                               | Campesino          | Miguel Littín        |
| 1977 | Queridos compañeros                               |                    | Pablo de la Barra    |
| 1978 | El paso                                           |                    | Orlando Lübbert      |
| 1979 | Prisioneros desaparecidos                         |                    | Sergio M. Castilla   |
| 1979 | De försvunna                                      |                    | Sergio M. Castilla   |
| 1986 | Nemesio                                           |                    | Cristián Lorca       |
| 1987 | Sussi                                             |                    | Gonzalo Justiniano   |
| 1987 | La estación del regreso                           | Camionero          | Leo Kocking          |
| 1993 | Johnny cien pesos                                 | Profesor           | Gustavo Graef Marino |
| 1997 | Historias de fútbol                               | Don Mario          | Andrés Wood          |
| 1999 | El chacotero sentimental                          | Loro               | Cristián Galaz       |
| 1999 | El desquite                                       |                    | Andrés Wood          |
| 2000 | Coronación                                        | Locutor de radio   | Silvio Caiozzi       |
| 2001 | Un ladrón y su mujer                              |                    | Rodrigo Sepúlveda    |
| 2003 | Estación de invierno                              |                    | Pamela Espinoza      |
| 2004 | El tesoro de los caracoles                        | Don Julio          | Cristián Jiménez     |
| 2005 | Alberto: ¿Quién sabe cuánto cuesta hacer un ojal? |                    | Ricardo Larraín      |
| 2008 | El cielo, la tierra y la lluvia                   |                    | José Luis Torres     |
| 2008 | La buena vida                                     | Pepe               | Andrés Wood          |
| 2009 | Ilusiones ópticas                                 | Don Justo          | Cristián Jiménez     |
| 2011 | Bonsái                                            | Gazmuri            | Cristián Jiménez     |
| 2011 | 03:34 Terremoto en Chile                          | Don Cucho          | Juan Pablo Ternicier |
| 2014 | Hijo de Trauco                                    | Rafael             | Alan Fischer         |
| 2020 | Pacto de fuga                                     | Padre Gerard Fôvet | David Albala         |
| 2022 | 1976                                              | Padre Sánchez      | Manuela Martelli     |

### Televisión
| Año  | Título              | Papel             | Notas        |
| ---- | ------------------- | ----------------- | ------------ |
| 1984 | Andrea              |                   | ¿? episodios |
| 1985 | Matrimonio de papel | Gabriel Román     |              |
| 1985 | Marta a las ocho    | Antonio Gutiérrez |              |
| 1985 | Morir de amor       | Manuel Tapia      |              |
| 1986 | La Villa            |                   | ¿? episodios |
| 1991 | Volver a empezar    | Salustio Moure    |              |
| 1993 | Doble juego         | Ángel             |              |
| 1994 | Rompecorazón        | Ignacio Riesco    |              |
| 1997 | Oro Verde           | Casimiro Moraga   |              |
| 1998 | Iorana              | Hotu Pakarati     |              |
| 2003 | 16                  | Ambrosio Vargas   |              |
| 2004 | 17                  | Ambrosio Vargas   |              |
| 2004 | Destinos cruzados   | Ruperto Menchaca  |              |
| 2011 | Peleles             | Ramiro Lillo      | 6 episodios  |
| 2011 | La Doña             | Machado de Chávez | 2 episodios  |
| 2015 | La Poseída          | José María Leal   |              |
| 2019 | Isla Paraíso        | Agustín Rodríguez | ¿? episodios |
| 2019 | Río Oscuro          | Eusebio Llanos    | 2 episodios  |
| 2023 | Juego de ilusiones  | Nadir Nazir       | 4 episodios  |

| Año        | Título                       | Papel                         | Notas                                   |
| ---------- | ---------------------------- | ----------------------------- | --------------------------------------- |
| 1972       | La sal del desierto          |                               |                                         |
| 1987       | La Quintrala                 | Alonso Solórzano y Velasco    |                                         |
| 1992       | Los Venegas                  | Torrejón                      | ¿? episodios                            |
| 1992       | Estrictamente sentimental    | Onofre Salcedo                | Episodio: Cambio de piel                |
| 1997       | Brigada Escorpión            | Horacio Luna                  | Episodio: Muerte en departamento piloto |
| 1998       | Las historias de Sussi       | Ricardo Santa María           | Episodio: Sussi rehén                   |
| 1998       | Los Cárcamo                  | Tito                          |                                         |
| 2000       | Gracias por la vida          | Juan Manríquez                | Episodio: El anónimo                    |
| 2001       | A la suerte de la olla       | Gilberto Moraga               |                                         |
| 2004       | El cuento del tío            | Evaristo                      | Episodio: El billete                    |
| 2004       | Loco por ti                  | Alberto                       |                                         |
| 2005       | Mea culpa                    | Porfirio Pino                 | Episodio: Emilio                        |
| 2005       | Tiempo final: en tiempo real | Comisario                     | Episodio: Bomba tres                    |
| 2005       | Heredia y asociados          | Julio                         | Episodio: Morir en Cartagena            |
| 2007; 2024 | El día menos pensado         | Padre Valentín / Padre Ramiro | 2 episodios                             |
| 2007       | Litoral                      | Carlos Rey                    | 4 episodios                             |
| 2008       | Huaiquimán y Tolosa          | Juan                          | Episodio: En las pata de los caballos   |
| 2008       | Ana y los siete              | Nicolás Correa                |                                         |
| 2010       | Adiós al séptimo de línea    | Santiago Amengual             | 2 episodios                             |
| 2010       | Volver a mí                  | Mauricio Toledo               | 3 episodios                             |
| 2016       | Bala loca                    | Julio Osorio                  | 2 episodios                             |
| 2017       | Irreversible                 | Víctor Valderrama             | Episodio: El Rubencito                  |
| 2018       | Mary & Mike                  | Carlos Prats                  | Episodio: Luna de miel                  |
| 2022       | Celeste                      | Héctor Correa                 |                                         |

## Premios y reconocimientos
- Medalla a la Trayectoria por los 75 años del Teatro Experimental de la Universidad de Chile, 2016
- Premio Altazor al mejor actor de teatro los años 2005 y 2011
- Premio Caleuche (2023) al Mejor actor de soporte en cine por 1976.
- Premio Pedro Sienna (2023) al Mejor actor secundario por 1976.